# Мартін Паєро
Мартін Ісмаель Паєро (ісп. Martín Ismael Payero, нар. 11 вересня 1998, Пасканас, Аргентина) — аргентинський футболіст, атакувальний півзахисник італійського клубу «Удінезе».

## Ігрова кар'єра

### Клубна
У 2-15 році Мартін Паєро почав виступати за молодіжну команду клубу «Банфілд», з яким через деякий час підписав професійний контракт. Дебют Паєро в основі «Банфілда» відбувся у грудні 2017 року у матчі чемпіонату Аргентини. Сезон 2019/20 футболіст провів в оренду у клубі «Тальєрес».
Влітку 2021 року Паєро підписав контракт з клубом англійського Чемпіоншипу «Мідлсбро». Але так і не зміг стати повноцінним гравцем основи й через рік повернувся до Аргентини, де на правах оренди продовжив виступи у клубі «Бока Хуніорс». А в літнє трансферне вікно 2023 року Паєро приєднався до італійського «Удінезе», з яким підписав чотирирічний контракт. Першу гру в Італії півзахисник провів 17 вересня, коли вийшов на заміну у матчі проти «Кальярі».

### Збірна
Влітку 2021 року Мартін Паєро отримав виклик до олімпійської збірної Аргентини для участі у літніх Олімпійських Іграх у Токіо. На турнірі Паєро взяв участь у трьох матчах групового турніру, а далі його команда не пройшла.

## Титули
Бока Хуніорс
 Чемпіон Аргентини: 2022
 Переможець Суперкубка Аргентини: 2022